# Sofia Jupither
Sofia Katarina Adrian (tidigare Jupither), född Sjöberg 21 mars 1974 i Göteborg, är en svensk regissör.

## Biografi
Sofia Jupither är uppvuxen i Stockholm och är återkommande verksam som regissör vid bland annat Dramaten, Stockholms Stadsteater och Nationaltheatret i Oslo. Hon regidebuterade vid Helsingborgs Stadsteater 2001 med Besök av Jon Fosse, en dramatiker hon satt upp ett flertal verk av, däribland Flickan i soffan på Stockholms stadsteater året därpå och urpremiären av Svevn på Nationaltheatret i Oslo 2005. Sven sändes även av NRK och renderade henne Heddaprisen 2006 för "Bästa regi". På Oslo-scenen har hon bland annat också satt upp Glasmenageriet av Tennessee Williams, Måsen av Anton Tjechov och Ett drömspel av August Strindberg. Av Strindberg har hon även gjort Till Damaskus (2003) på Strindbergs Intima Teater och Leka med elden på Stockholms stadsteater. 
2009 knöts hon till Folkteatern i Göteborg, där hon bland annat stod för urpremiärerna av Lars Noréns Skalv (2010) och Fragmente (2013); den sistnämnda gästspelade inom "Cities on Stage" på Théâtre de l'Odéon i Paris, Teatro La Abadia i Madrid och Théâtre National i Bryssel. Sitt svenska genombrott fick hon med Henrik Ibsens Gengångare (2010) på Stockholms stadsteater; den sändes även i Sveriges Television 2011. Hösten 2013 satte hon upp urpremiären av Lars Noréns 3.31.93 på Kulturhuset Stadsteatern samt debuterade som operaregissör med Richard Strauss Salome på Kungliga Operan med Nina Stemme i titelrollen. För dessa båda produktioner tilldelades hon Svenska Dagbladets Thaliapris 2014. Sedan dess har hon gjort ett flertal produktioner på i både Norge och Sverige, bland annat Lille Eyolf på Nationaltheatret i Oslo, Mio, min Mio på Stockholms Stadsteater och Frun från havet på Dramaten. Hon samarbetar ofta med scenografen Erlend Birkeland.
Som en av regissörerna och manusförfattarna till Kanal 5:s humorserie Helt perfekt tog hon även steget till tv-produktion 2018–2019.

### Eget teaterkompani
2015 startade hon tillsammans med teaterproducenten Ulrika Josephsson ett eget teaterkompani, Jupither Josephsson Theatre Company, för turnerande samproduktioner med institutionsteatrar som Dramaten, Malmö stadsteater, Folkteatern i Göteborg, Nationaltheatret i Oslo och Riksteatern. Första produktionen var nordenpremiären av den unga rumänska dramatikern Gianina Carbunarius samhällsatir Tigern hösten 2015, vilken samproducerades och spelades på prestigefyllda Festival d´Avignon.

### Privatliv
Sofia Jupither är sedan 2013 gift med Christofher Gustavsson och har två söner, den förste från sitt första äktenskap.

## Priser och utmärkelser
- 2006 – Heddaprisen
- 2014 – Svenska Dagbladets Thaliapris
- 2016 - Carl Åkermarks stipendium[7]

## Teater

### Regi (ej komplett)
| År   | Produktion                               | Upphovsmän                                                | Teater                   |
| ---- | ---------------------------------------- | --------------------------------------------------------- | ------------------------ |
| 2001 | Besök Besøk                              | Jon Fosse Översättning Svante Aulis Löwenborg             | Helsingborgs stadsteater |
| 2004 | norway.today                             | Igor Bauersima Översättning Per Arne Tjäder               | Dramaten                 |
| 2007 | Ett dockhem Et dukkehjem                 | Henrik Ibsen                                              | Dramaten                 |
| 2011 | I lusthuset In the Summer House          | Jane Bowles                                               | Dramaten                 |
| 2011 | Leka med elden                           | August Strindberg                                         | Stockholms stadsteater   |
| 2013 | 3.31.93                                  | Lars Norén                                                | Kulturhuset Stadsteatern |
| 2013 | Salome                                   | Richard Strauss och Hedwig Lachmann                       | Kungliga Operan          |
| 2015 | Kvartett Quartet                         | Heiner Müller Översättning Lars Bjurman                   | Kulturhuset Stadsteatern |
| 2015 | Tigern Mihaela, tigrul din oraşul nostru | Gianina Cărbunariu Översättning Inger Johansson           | Dramaten                 |
| 2016 | Mio min Mio                              | Astrid Lindgren                                           | Kulturhuset Stadsteatern |
| 2017 | 20 november                              | Lars Norén                                                | Dramaten                 |
| 2017 | Frun från havet Fruen fra havet          | Henrik Ibsen Översättning Klas Östergren                  | Dramaten                 |
| 2017 | Vintermusik                              | Lars Norén                                                | Kulturhuset Stadsteatern |
| 2018 | Episod                                   | Lars Norén                                                | Malmö Stadsteater        |
| 2019 | Hamlet                                   | William Shakespeare Översättning Ulf Peter Hallberg       | Dramaten                 |
| 2022 | Solitaire                                | Lars Norén                                                | Dramaten                 |
| 2023 | Den stora skrivboken Le grand cahier     | Ágota Kristóf Dramatisering Jon Fosse                     | Dramaten                 |
| 2023 | Tolvskillingsoperan Die Dreigroschenoper | Bertolt Brecht och Kurt Weill Översättning Magnus Lindman | Dramaten                 |